# چانگ وون-سو
چانگ وون-سو (انگلیسی: Chang Woon-soo; ۱۹ نوامبر ۱۹۲۸ – ۲۸ دسامبر ۱۹۹۲) مربی فوتبال اهل کره جنوبی بود.
وی به‌عنوان سرمربی باشگاه دوو رویالز قهرمان جام باشگاه‌های آسیا ۸۶–۱۹۸۵ شده‌است.

## افتخارات

### سرمربی
دوو رویالز
- کی لیگ: ۱۹۸۴
- لیگ قهرمانان آسیا: ۱۹۸۵–۸۶
- مربی سال کره جنوبی: ۱۹۸۴